# BACHプラザ
『BACHプラザ』（バッハプラザ）は、テレビ埼玉（TVS）で毎日の夜に放送している公営競技のレースダイジェスト番組。1991年3月30日放送開始。2008年4月1日よりハイビジョン制作。

## 概要
埼玉県内にある戸田ボートレース場、川口オートレース場、大宮競輪場、西武園競輪場、浦和競馬場で行われる各競走（レース）について、進行役の司会と各競技の専門解説者・レポーターが当日のレースダイジェスト・解説や翌日のレース予想・解説を行う番組。テレビ埼玉の情報番組では唯一、365日CM無しで放送する完全帯番組であり、通算の放送回数は2018年8月14日で10000回を達成し、2021年3月30日には、放送開始30周年を迎えた。
タイトルのBACHはボートレース（Boat Race）、オートレース（Auto Race）、競輪（Cycle）、競馬（Horse Race）のそれぞれの英語の頭文字から取ったものであった 。これは、英語読みでは「バーク」となるが、ドイツ語読みでは、音楽家と同じく「バッハ」となる。
ボートレースを除く各競技の開催最終日は専門解説者の出演はなく、司会によるコーナー進行。まず優勝戦のダイジェストを放映した後、優勝戦の勝利者インタビューが放映され（レース中のアクシデントなどで優勝戦が不成立になった場合を除く）、その日のレース結果が放映される。そして、エンディングでその競技の優勝戦のダイジェストVTRが放送され、その日の番組終了となる。逆に、公営競技の開催が全く無い日、および開催前日の展望が1競技のみの日は、特集と題して過去に行われたレースをダイジェストで振り返るVTRが放送される。また、各レース場（県外のレース場も含む）の施設案内、及び各本場にて開催されたイベントのVTRが放送されることもある。
過去に公営競技の全競技が開催された日（最終日を除く）や重賞・特別競走（特に川口オートレース場における特別競走）が行われる時期には、15〜30分拡大されて放送されることがあった。ただし2008年のリニューアル以降、放送時間の拡大はない。リニューアル後、2009年3月までは、画面下部に県外で行われた各競技の結果（県内で場外発売された競技がメインになる）やお知らせなどが常時表示されていたが、2009年4月以降は再びレースダイジェスト・展望の後、「場外発売の結果」が個別に表示されるようになったが、2022年4月の放送から「場外発売の結果」が表示されなくなった。
全公営競技のレースダイジェスト・結果を放送している番組は、関東に限ればテレビ埼玉のみである（ちなみに、5いっしょ3ちゃんねるに含まれる群馬テレビは伊勢崎オートレース場のレース展望番組のみ）。

## 変遷
開始当初は「レースダイジェスト BACHプラザ」（レースダイジェスト バッハプラザ）というタイトルだった。
2008年4月1日よりタイトルを「バッハプラザ」と改め、番組が始まって以来の大幅なリニューアルを図った（同局では新番組扱いとしたが、放送回数のリセットはしていない）。これはその前日をもって、埼玉県浦和競馬組合の経営悪化から提供を降板したことによる。2011年4月に浦和競馬がスポンサー復帰して、3年ぶりに「BACH」の計5場全競走が復活することになった。
その後、2016年4月から2018年3月までボートレース戸田が提供から降板し、オートレースは川口以外の開催も全レースVTRを流す形になり、この期間は放送時間が25分に短縮されていた。
2018年4月からボートレース戸田が復帰して、2年ぶりに「BACH」の計5場全競走が復活することになり、番組タイトルも「BACHプラザ」に、放送時間も再び30分に戻った。また、番組公式サイトで地上波と同時配信を行い、放送終了後23時30分から翌22時30分まで当日オンエア分の見逃し配信を実施する。

### 派生番組
2004年4月から2007年3月まで、毎週土曜日は「BACHプラザSATURDAY」（通称：「バッサタ」）というタイトルで放送され、司会をふとがね金太、アシスタントを守屋玲子（初代）・唐澤百合（2代目）が務めた。番組内容も通常とは違い、埼玉県内公営競技の選手をゲストに迎えてのトークや公営競技関係のイベントのレポート、「Dr.Kassy（梶山修）」による公営競技の様々な解説など多種多様なコーナーが放送された。番組の最後の方では通常のレースダイジェストが放送されたが、専門解説者による翌日のレース解説は省略されていた。
2007年4月からは「BACHプラザスペシャル」（通称：バッスペ）にリニューアルし、2008年3月まで不定期で放送されていた。司会はふとがね金太、アシスタントは高井理江が務めた。
2008年4月より、「BACHプラザSATURDAY」・「BACHプラザスペシャル」の番組内容を一部引き継いだ形で毎週日曜日に「バッハプラザ日曜日」というタイトルで放送（専門解説者のレース解説が復活）。司会はふとがね金太、アシスタントは田中冴花・レオナ（現：麻生英奈）が務めた。番組リニューアルに伴い2009年3月をもって終了。同年4月以降、通常版で放送されている。

## 出演者

### 司会
2025年現在
- 小川麻希（日曜日・月曜日、2021年6月より）[6][7]
- 舘谷春香（火曜日、2023年4月より）[8][9]
- 矢尾明子（水曜日、2024年4月より）[10]
- 大寺かおり（木曜日、2023年4月より）[11]
- 小屋敷彰吾（金曜日、2023年4月より）[12][13]
- 吉原完（土曜日、2020年4月より）[14]

### レポーター
2025年現在
- ボートレース：無し
- オートレース：中野加奈子（2022年4月より）[注 14]
- 競輪：無し
- 競馬：無し

### 解説者・ナビゲーター
2025年現在
- ボートレース：野辺香織（解説者、元選手〈埼玉支部〉、2025年4月より）[15][注 15]、すーなか（ナビゲーター、2018年4月より）[16][注 16][注 17]、石川ことみ（ナビゲーター、2023年4月より）[18][注 16][注 18]
- オートレース：無し
- 競輪：小池和博（解説者、元競輪選手、2018年12月21日より）[注 19]、ブルーレディ（ナビゲーター、2025年4月より）[注 20]
- 競馬：無し

### 過去の出演者
- 蘇武直人（初代司会者）[注 21]
- 村山直之（初代司会者）[注 21]
- 松本浩之（司会）
- 小林大（現姓名：小林習之）
- 金子安雄（競艇解説、元競艇選手）
- ふとがね金太（司会、2004年4月 - 2009年3月まで出演）
- 田中冴花（「バッハプラザ日曜日」アシスタント、2008年4月 - 2009年3月まで隔週日曜日出演）
- レオナ（現：麻生英奈[20]、「バッハプラザ日曜日」アシスタント、2008年4月 - 2009年3月まで隔週日曜日出演）[21]
- 武田あかり（競輪リポーター、2009年3月まで出演）[22]
- 白石淑子（オートレースリポーター、2009年3月まで出演）
- 西岡麻生（ボートレースリポーター、2011年4月まで出演）
- 櫻崎歩（オートレースリポーター、2012年3月まで出演）
- 長久梨那（ボートレースリポーター、2012年3月まで出演）[23]
- 高井理江（競馬リポーター・司会 2016年3月まで出演）
- 梶山修（司会 ※現在療養中）[24][注 22]
- 伊藤公人（競輪解説、元競輪選手、2018年9月2日死去、61歳没）[25][26]
- 松本実優（オートレースリポーター、2016年10月 - 2019年3月まで出演）[27][28]
- 井上英里香（オートレースリポーター：2012年4月 - 2016年10月まで出演、司会：2016年10月 - 2022年3月まで出演）[27][29][30]
- 渋谷遥華（オートレースリポーター、2021年3月 - 2021年12月まで出演）[31]
- 堂前英男（司会、2003年1月 - 2023年3月まで出演）[注 22][32]
- 八木美佐子（司会、2022年4月 - 2023年3月まで出演）[33][34]
- 村多美咲（オートレースリポーター、2023年5月 - 2024年3月まで出演）[35]
- 岩切奏恵（オートレースリポーター、2021年4月 - 2023年2月まで出演）[36]

など

## バッハプラザ賞
1995年に制定。番組内にて、その年の各公営競技で最も活躍した埼玉の選手をファン投票で選出する。
投票は、以下の要領で受け付ける。
- 各競技の本場での投票
  - 埼玉県内の各本場及び場外にて「投票日」が1日設けられる。投票日は番組内にて案内される。
- ハガキ、及びEメールからのファン投票

これまでの受賞者は、以下のとおり。なお、受賞者の表彰は埼玉県内の各本場で行われる。
| 年度   | ボートレース | 競輪     | オートレース | 競馬     |
| ------ | ------------ | -------- | ------------ | -------- |
| 2007年 | 平石和男     | 平原康多 | 深谷輝       | 繁田健一 |
| 2008年 | 平石和男     | 平原康多 | 森且行       | -        |
| 2009年 | 平石和男     | 平原康多 | 森且行       | -        |
| 2010年 | 平石和男     | 平原康多 | 高橋義弘     | -        |
| 2011年 | 須藤博倫     | 平原康多 | 青木治親     | 繁田健一 |
| 2012年 | 桐生順平     | 平原康多 |              | 繁田健一 |
| 2013年 | 桐生順平     | 平原康多 | 森且行       | 繁田健一 |
| 2014年 | 桐生順平     | 平原康多 |              | 繁田健一 |
| 2015年 |              | 平原康多 | 益春菜       | 繁田健一 |
| 2016年 |              | 平原康多 |              |          |
| 2017年 |              | 平原康多 | 永井大介     | 繁田健一 |
| 2018年 | 桐生順平     | 平原康多 | 永井大介     | 繁田健一 |
| 2019年 | 桐生順平     | 平原康多 | 佐藤摩弥     | 福原杏   |
| 2020年 | 畑田汰一     | 平原康多 | 森且行       | 福原杏   |
| 2021年 | 桐生順平     | 平原康多 | 永井大介     | 福原杏   |
| 2022年 | 桐生順平     | 平原康多 | 加賀谷建明   | 福原杏   |